# Йорк, Франсин
Франси́н Йорк (англ. Francine York; 26 августа 1936, Орора, Миннесота — 6 января 2017, Ван-Найс, Калифорния) — американская фотомодель, шоугёл, актриса кино и телевидения.

## Биография
Франсин Ерих (настоящее имя актрисы) родилась 26 августа 1936 года в шахтёрском городке Орора (штат Миннесота, США). Её отца звали Фрэнк, мать — Софи. У Франсин была младшая сестра по имени Динн. В 1941 году Франсин с семьёй переехала в крупный город Кливленд (штат Огайо), где девочка начала писать короткие рассказы и заинтересовалась актёрским искусством. В девять лет Франсин впервые сыграла роль в школьном театре, после чего твёрдо решила стать актрисой. В 1948 году Франсин с семьёй пришлось вернуться в Орору, но и там девочка продолжила интересоваться театром: она писала сценарии, продюсировала, режиссировала и играла главные роли в школьных постановках, на которые приходил посмотреть весь город (согласно переписи 1950 года в Ороре проживал 1371 человек), оплачивая по пять центов за билет.
В 1953 году Франсин поступила в старшую школу Ороры и стала изучать журналистику, попутно занимая должность редактора школьной газеты и участвуя с огромным успехом во всех местных театральных конкурсах. Была мажореткой в «марширующей группе» с жезлами; активной участницей клуба 4-H, где выиграла несколько наград за кулинарное искусство.
В 17 лет Франсин стала победительницей местного конкурса красоты «Мисс Эвлет» и стала кандидаткой на участие в конкурсе «Мисс Миннесота» (рост девушки был 173 см, у неё была стройная фигура и платиновые волосы). Девушка отправилась в Миннеаполис, где заняла второе место в этом состязании, осталась в мегаполисе и стала моделью для фирмы по производству свитеров и спортивной одежды. У неё начались поездки по США. В Сан-Франциско она окончила курсы моделей, после чего стала лицом нескольких крупных торговых сетей, в том числе Macy’s. Участвовала в конкурсе красоты «Мисс Сан-Франциско», где также заняла второе место.
После этого конкурса Франсин устроилась шоугёл в ночной клуб «Бимбо» в Сан-Франциско. Его хозяйка, Мэри Мид Френч, помогла девушке попасть в Голливуд, сведя с надёжным кино-агентом. В ожидании приглашения на кино-пробы, Франсин также работала шоугёл в ночном клубе «Мулен Руж» на бульваре Сансет неподалёку от «фабрики грёз». Там она была настолько востребована, что давала по три представления за ночь, семь дней в неделю на протяжении полугода. Вскоре девушка устала от такой жизни, оставила профессию шоугёл и стала брать уроки актёрского мастерства у известного актёра и режиссёра Джеффа Кори (1914—2002).
Впервые на телеэкране Франсин (сменившая неблагозвучную фамилию Ерих на чисто англосаксонскую Йорк) появилась в сериале Rescue 8 в 1959 году. С 1961 года начала сниматься в кинофильмах. Всего за 58 лет кино-карьеры (1959—2017) она появилась в 127 фильмах и сериалах, в том числе в восьми случаях без указания в титрах и в одном короткометражном фильме. Амплуа — статная сексуальная злодейка. Вообще, Йорк играла преимущественно второстепенные роли в малоизвестных фильмах, а во множестве сериалов появлялась в 1—2 эпизодах.
Помимо этого, Йорк работала инструктором по фитнесу и правильному питанию, а также была хорошим поваром, неоднократно демонстрируя свои способности в соответствующих телешоу. Её советы по тренировкам, питанию, рецепты блюд неоднократно печатались в крупных журналах о здоровье.
Франсин Йорк никогда не была замужем и у неё не было детей. Об отсутствии у неё мужа она говорила так: «Как и Золушка, я всегда хотела выйти замуж за прекрасного принца… но не выпускают хрустальные туфельки десятого размера!»
80-летняя Франсин Йорк скончалась 6 января 2017 года в районе Ван-Найс (Лос-Анджелес, Калифорния) от рака, не успев окончить почти готовую автобиографию. Похоронена на кладбище «Голливуд навсегда».

## Избранная фильмография

### Широкий экран
В титрах указана
- 1962 — Это всего лишь деньги[англ.] / It's Only Money — сексуальная девушка
- 1964 — Сказки на ночь / Bedtime Story — Джина
- 1965 — Мятеж в открытом космосе[англ.] / Mutiny in Outer Space — капитан Стивенс
- 1965 — Семейные ценности[англ.] / The Family Jewels — стюардесса
- 1970 — Пушка для Кордовы[англ.] / Cannon for Cordoba — София
- 1973 — Отряд «Куколка»[англ.] / The Doll Squad — Сабрина Кинкейд
- 1983 — Прокол[англ.] / Cracking Up — Мари Дю Буа
- 1999 — Большая стрижка[англ.] / The Big Tease — элегантная женщина
- 2000 — Семьянин / The Family Man — Лоррейн

В титрах не указана
- 1961 — Правильный подход[англ.] / The Right Approach — секретарша
- 1962 — Интерны[англ.] / The Interns — Верна
- 1963 — Чокнутый профессор / The Nutty Professor — студентка колледжа
- 1964 — Нескладный ординарец[англ.] / The Disorderly Orderly — медсестра
- 1965 — Пощекочи меня / Tickle Me — Милдред

### Телевидение
- 1961 — Шоссе 66[англ.] / Route 66 — заказчица (в эпизоде Sleep on Four Pillows, в титрах не указана)
- 1963 — Сансет-стрип, 77[англ.] / 77 Sunset Strip — Мелба Маршалл (в эпизоде Falling Stars)
- 1963 — Неприкасаемые[англ.] / The Untouchables — Меган Моррис (в эпизоде The Butcher's Boy)
- 1963 — Доктор Килдэр[англ.] / Dr. Kildare — медсестра (в эпизоде The Pack Rat and the Prima Donna)
- 1964 — Мой любимый марсианин[англ.] / My Favorite Martian — медсестра Норма (в эпизоде Uncle Martin's Wisdom Tooth)
- 1964 — Боб Хоуп представляет Театр «Крайслер»[англ.] / Bob Hope Presents the Chrysler Theatre — актриса / модель (в 3 эпизодах)
- 1964 — Хейзел[англ.] / Hazel — Моника Йейтс (в эпизоде Mind Your Own Business)
- 1964—1965 — Правосудие Бёрка[англ.] / Burke's Law — разные роли (в 5 эпизодах)
- 1964—1965 — Дни в Долине Смерти / Death Valley Days — Лилли Лэнгтри / Эвелин (в 2 эпизодах)
- 1965—1966 — Перри Мейсон / Perry Mason — разные роли (в 2 эпизодах)
- 1966 — Бэтмен / Batman — Лидия Лимпет (в 2 эпизодах)
- 1966 — Гомер Куча, морпех[англ.] / Gomer Pyle: USMC — Элис Борден (в эпизоде Marry Me, Marry Me)
- 1966 — Проклятие болотной твари[англ.] / Curse of the Swamp Creature — Пэт Трент
- 1967 — Шоу Красного скелета[англ.] / The Red Skelton Show — разные роли (в 2 эпизодах)
- 1967 — Затерянные в космосе[англ.] / Lost in Space — Ниолани (в эпизоде The Colonists)
- 1968 — Требуется вор[англ.] / It Takes a Thief — мисс Аманда Эгнью (в 3 эпизодах)
- 1968 — Название игры[англ.] / The Name of the Game — Аннетт Роджерс (в эпизоде Collectors' Edition)
- 1968 — Зелёные просторы / Green Acres — Терри Харпер (в эпизоде The Agricultural Student)
- 1968 — Дикий, дикий Вест[англ.] / The Wild Wild West — доктор Сара Гибсон (в эпизоде The Night of the Pelican)
- 1968—1969 — Детектив Айронсайд[англ.] / Ironside — разные роли (в 2 эпизодах)
- 1969 — ФБР / The F.B.I. — Лиз Энн Кобер (в эпизоде The Cober List)
- 1969 — Я мечтаю о Джинни[англ.] / I Dream of Jeannie — девушка на вечеринке (в эпизоде Jeannie and the Bachelor Party)
- 1969 — Ухаживание отца Эдди[англ.] / The Courtship of Eddie's Father — Кейт Лэндис (в эпизоде Who Pulled the Blues Right Out of the Horn)
- 1969, 1972 — Любовь по-американски[англ.] / Love, American Style — разные роли (в 3 эпизодах)
- 1970 — Земля гигантов[англ.] / Land of the Giants — доктор Норт (в эпизоде Doomsday)
- 1970 — Семейное дело[англ.] / Family Affair — Шерри (в эпизоде The Boys Against the Girls)
- 1971 — Странная парочка[англ.] / The Odd Couple — Шэрон (в эпизоде They Use Horse Radish, Don't They)
- 1971 — Детектив Мэнникс[англ.] / Mannix — разные роли (в 2 эпизодах)
- 1971 — Моя жена меня приворожила / Bewitched — Венера (в эпизоде Bewitched, Bothered and Baldoni)
- 1971—1972 — Адам-12[англ.] / Adam-12 — разные роли (в 2 эпизодах)
- 1972 — Чрезвычайная ситуация![англ.] / Emergency! — Бетти Ремсон (в эпизоде Crash)
- 1972 — Миссия невыполнима / Mission: Impossible — официантка (в эпизоде Break!)
- 1973 — Полицейская история[англ.] / Police Story — Фэй (в эпизоде Dangerous Games)
- 1974 — Детектив Коджак[англ.] / Kojak — Линда (в эпизоде Slay Ride)
- 1974, 1976—1977 — Улицы Сан-Франциско / The Streets of San Francisco — разные роли (в 3 эпизодах)
- 1975 — Коломбо / Columbo — сержант Лефтковиц (в эпизоде Forgotten Lady)
- 1975 — Варварский берег[англ.] / Barbary Coast — Брэнди (в 2 эпизодах)
- 1975—1976 — Петрочелли[англ.] / Petrocelli — разные роли (в 2 эпизодах)
- 1976 — Путешественники во времени[англ.] / Time Travelers — доктор Хелен Сандерс
- 1976 — Наводнение![англ.] / Flood! — Дейзи Кемпел
- 1978 — Дни нашей жизни / Days of Our Lives — Лоррейн Фарр Темпл (в 26 эпизодах)
- 1979 — Джейсон из Звёздной команды[англ.] / Jason of Star Command — Королева Медуза (в 3 эпизодах)
- 1982 — Главный госпиталь / General Hospital — Тельма (в эпизоде #1.4821)
- 1983 — Ночь, когда рухнул мост[англ.] / The Night the Bridge Fell Down — Эллен
- 1985 — Берренджеры / Berrenger's — Хелен (в эпизоде Overture)
- 1985 — Быстрина[англ.] / Riptide — Энн Фиск (в эпизоде Harmony and Grits)
- 1986 — Братья[англ.] / Brothers — Мэри Джейн Хикки (в эпизоде Iceman)
- 1987 — Мамина семья[англ.] / Mama's Family — бабушка Франсин (в эпизоде Grandma USA)
- 1989 — Мистер Бельведер[англ.] / Mr. Belvedere — разные роли (в 2 эпизодах)
- 1991 — Мэтлок / Matlock — Клэр Мэйфилд в старости (в эпизоде The Dame)
- 1993 — Лоис и Кларк: Новые приключения Супермена / Lois & Clark: The New Adventures of Superman — ведущая церемонии (в эпизоде I'm Looking Through You)
- 1993 — Беверли-Хиллз, 90210 / Beverly Hills, 90210 — служащая свадебной часовни (в эпизоде And Did It… My Way)
- 1995 — Закон Бёрка[англ.] / Burke's Law — Пегги (в эпизоде Who Killed the Highest Bidder?)
- 2001 — Зажигай со Стивенсонами[англ.] / Even Stevens — Бетти Лондон (в эпизоде Strictly Ballroom)
- 2003—2004 — Король Квинса / The King of Queens — Эвелин Росс (в 2 эпизодах)
- 2005 — Лас-Вегас / Las Vegas — миссис Сьюзи Сокал (в эпизоде The Lie Is Cast)
- 2012 — Эпические приключения Бакета и Скиннера[англ.] / Bucket & Skinner's Epic Adventures — тётушка Битси (в эпизоде Epic Crashers)
- 2012 — Красотки в Кливленде / Hot in Cleveland — леди Натали (в эпизоде What's Behind the Door)
- 2015 — Проект Минди / The Mindy Project — женщина с Верхнего Ист-Сайда (в эпизоде Fertility Bites)

### Веб-сериалы
- 2016 — Где живут медведи[англ.] / Where the Bears Are — Кэтлин Хэтч (в эпизоде Mother's Day Special)